# Седнівська волость (Чернігівський повіт)
Седнівська волость — історична адміністративно-територіальна одиниця Чернігівського повіту Чернігівської губернії з центром у містечку Седнів.
Станом на 1885 рік складалася з 12 поселень, 10 сільських громад. Населення — 7140 осіб (3538 чоловічої статі та 3602 — жіночої), 1239 дворових господарств.
|                     | Площа, десятин | У тому числі орної, дес. |
| ------------------- | -------------- | ------------------------ |
| Сільських громад    | 8308           | 5147                     |
| Приватної власності | 9924           | 5653                     |
| Іншої власності     | 362            | 307                      |
| Загалом             | 18505          | 11045                    |

Основні поселення волості:
- Седнів — колишнє державне й власницьке містечко при річці Снов за 25 верст від повітового міста, 1192 особи, 291 двір, 4 православні церкви, богодільня, поштова станція, 5 постоялих дворів, 3 постоялих будинки, 5 лавок, 9 водяних і 4 вітряних млини, шкіряний завод, базари, щорічний ярмарок.
- Березанка — колишнє державне село, 248 осіб, 40 дворів, православна церква, вітряний млин.
- Брусилів — колишнє державне й власницьке село при річках Снов і Десна, 937 осіб, 158 дворів, православна церква, поштова станція, 2 постоялих будинки,  вітряний млин.
- Бігач — колишнє власницьке село, 977 осіб, 184 двори, православна церква, 2 вітряних млини, крупорушка, цегельний завод.
- Клочків — колишнє державне село при річці Снов, 1074 особи, 202 двори, православна церква, постоялий будинок, 4 вітряних млини.
- Черниш — колишнє державне й власницьке село при болоті, 821 особа, 158 дворів.

1899 року у волості налічувалось 10 сільських громад, населення зросло до 10 460 осіб (5265 чоловічої статі та 5195 — жіночої).